# 丁氏莊園
丁氏莊園位於四川省南充市儀隴縣馬鞍鎮，文物遺址年代判定為1925年。2002年12月27日公佈為四川省第六批省級文物保護單位。2013年3月5日列為第七批全國重點文物保護單位。